# جون ييتس (كيميائي)
جون ييتس (بالإنجليزية: John Yates)‏ هو كيميائي أمريكي، ولد في 1935 في وينشستر في الولايات المتحدة، وتوفي في 26 سبتمبر 2015 في Free Union, Virginia ‏ في الولايات المتحدة.